# Mu Piscium
Mu Piscium (μ Psc / 98 Piscium) es una estrella en la constelación de Piscis de magnitud aparente +4,84.
No tiene nombre propio aunque en la astronomía china formaba la figura de Wae Ping junto a las cercanas α, δ, ε, ζ, ν y ξ Piscium.
Se encuentra a 304 ± 5 años luz del sistema solar.
Como muchas estrellas del cielo nocturno —valgan como ejemplo Torcularis Septentrionalis (ο Piscium) o δ Piscium, en esta misma constelación— Mu Piscium es una gigante naranja.
Tiene tipo espectral K4III y una temperatura efectiva de 4103 K.
Su diámetro angular, medido de forma indirecta en distintas longitudes de onda y considerando el oscurecimiento de limbo, es de 2,58 ± 0,03 milisegundos de arco; ello permite evaluar su diámetro real, resultando ser éste 26 veces más grande que el diámetro solar.
Es 251 veces más luminosa que el Sol y tiene una masa estimada un 55% mayor que la masa solar.
Mu Piscium tiene una metalicidad —abundancia relativa de elementos más pesados que el helio— inferior a la mitad de la que tiene el Sol ([Fe/H] = -0,37).
Asimismo, es especialmente pobre en elementos como estroncio, cerio y bario; la abundancia relativa de este último elemento es una cuarta parte del existente en el Sol.